# 国际幸福日
國際幸福日（英文：International Day of Happiness）为每年的3月20日，是联合国于2012年设立的国际节日，旨在让世界各地的人们意识到幸福在生活中的重要性，并邀请所有年龄段的人以适当方式纪念和庆祝国际幸福日。

## 历史
2006年，杰米·伊利恩（Jayme Illien）与世界幸福基金会时任主席路易斯·加拉多（Luis Gallardo）共同创立了“快乐主义”（Happytalism）。2011年，杰米·伊利恩在联合国大会上提出了国际幸福日的构想，他希望联合国大会通过促进各国经济发展，在全世界推广幸福经济学。联合国大会采纳了这一想法。
2011年7月19日，联合国大会通过了联合国第65/309号决议，承认幸福是“人类的基本目标”，即不丹时任总理吉格梅·廷利的一项倡议，该国自20世纪70年代以来一直以追求国民幸福总值的目标而闻名。

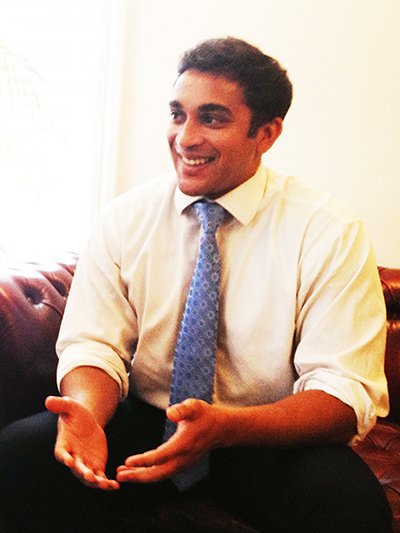
杰米·伊利恩（Jayme Illien）在讨论幸福经济学

2012年6月28日，第66届联合国大会一致通过第66/281号决议，决议指出：

大会意识到追求幸福是人的一项基本目标，确认幸福和福祉是全世界人类生活中的普世目标和愿望，具有现实意义，在公共政策目标中对此予以承认具有重要意义，又确认需要采取更包容、公平和平衡的经济增长方式，以促进可持续发展， 消除贫穷，增进全体人民的幸福和福祉。

决定宣布3月20日为国际幸福日；邀请所有会员国、联合国系统各组织和其他国际和区域组织以及包括非政府组织和个人在内的民间社会以适当方式纪念国际幸福日，包括为此举办教育和公共宣传活动。

## 主旨和倡议
2013年3月20日为首个国际幸福日，联合国前秘书长潘基文当天发表致辞，呼吁国际社会应进一步致力于可持续发展，关注人类社会面临的问题，共同建设人类向往的幸福未来。
|                                       | 值此首个国际幸福日之际，让我们进一步致力于包容且可持续的人类发展，重申我们帮助他人的承诺。在投身公益的同时，我们自身也会得到充实。善心会带来幸福，并有助于建设我们向往的未来。 |
| ——联合国前秘书长潘基文，2013年3月20日 | |

世界幸福日在杰米·伊利恩的理念基础上向前迈出了一步，让人们认识到幸福在人们生活中的重要性以及将幸福纳入公共政策的必要性。联合国大会也呼吁人们不断进步，在国际幸福日多做一些小事，让他们的生活继续变得更好。